# Городская электричка региона Рейн-Рур
Городская электричка региона Рейн-Рур (нем. S-Bahn Rhein-Ruhr) — городская железная дорога, один из видов общественного транспорта агломерации-конурбации Рурштадт и Рейнско-Рурского региона. Вместе с метротрамами городов и региональными железными дорогами составляет основу рельсового городского транспорта в земле Северный Рейн-Вестфалия.

## Линии
| Линия | Маршрут | Длина           | Открытие маршрута |
| ----- | --- | --------------- | ----------------- |
| S1    | Дортмунд — Бохум — Эссен — Мюльхайм-на-Руре — Дуйсбург — Аэропорт (Дюссельдорф) — Дюссельдорф — Хильден — Золинген                      | 97 км           | 26.05.1974        |
| S2    | Дортмунд — Дортмунд-Дорстфельд — Дортмунд-Менгеде — Херне — (Реклингхаузен/Гельзенкирхен — Эссен/Гельзенкирхен — Оберхаузен — Дуйсбург) | 33 / 42 / 58 км | 02.06.1991        |
| S3    | Оберхаузен — Мюльхайм-на-Руре — Эссен — Эссен-Штееле — Хаттинген                                                                        | 33 км           | 26.05.1974        |
| S4    | Дортмунд-Лютгендортмунд — Дортмунд-Дорстфельд — Унна-Кёнигсборн — Унна                                                                  | 30 км           | 03.06.1984        |
| S5    | Дортмунд — Виттен — Веттер — Хаген | 31 км           | 29.05.1994        |
| S6    | Эссен — Ратинген — Дюссельдорф — Лангенфельд — Кёльн — Кёльн-Ниппес                                                                     | 78 км           | 28.09.1967        |
| S7    | Вупперталь — Ремшайд— Золинген | 41 км           | 15.12.2013        |
| S8    | Хаген — Вупперталь — Вупперталь-Фовинкель — Дюссельдорф — Нойс — Мёнхенгладбах                                                          | 82 км           | 29.05.1988        |
| S9    | Хальтерн-ам-Зее — Гладбек — Ботроп — Эссен — Эссен-Штееле — Фельберт — Вупперталь-Фовинкель — Вупперталь                                | 90 км           | 24.05.1998        |
| S11   | Терминал аэропорта Дюссельдорф — Дюссельдорф — Нойс — Кёльн-Ниппес — Кёльн — Бергиш-Гладбах                                             | 74 км           | 01.06.1975        |
| S12   | Дюрен — Хоррем — Кёльн — Тросдорф — Зигбург/Бонн — Ау (Зиг)                                                                             | 105 км          | 02.06.1991        |
| S13   | Хоррем — Кёльн — Аэропорт Кёльн/Бонн — Тросдорф                                                                                         | 45 км           | 15.12.2002        |
| S23   | Ойскирхен — Райнбах — Меккенхайм — Бонн                                                                                                 | 47 км           | 14.12.2014        |
| S28   | Меттман — Дюссельдорф — Нойс — Каарстер Зее                                                                                             | 34 км           | 26.09.1999        |
| S68   | Вупперталь-Фовинкель — Дюссельдорф — Лангенфельд (Рейнланд)                                                                             | 39 км           | 13.12.2009        |